# Gruppenführer

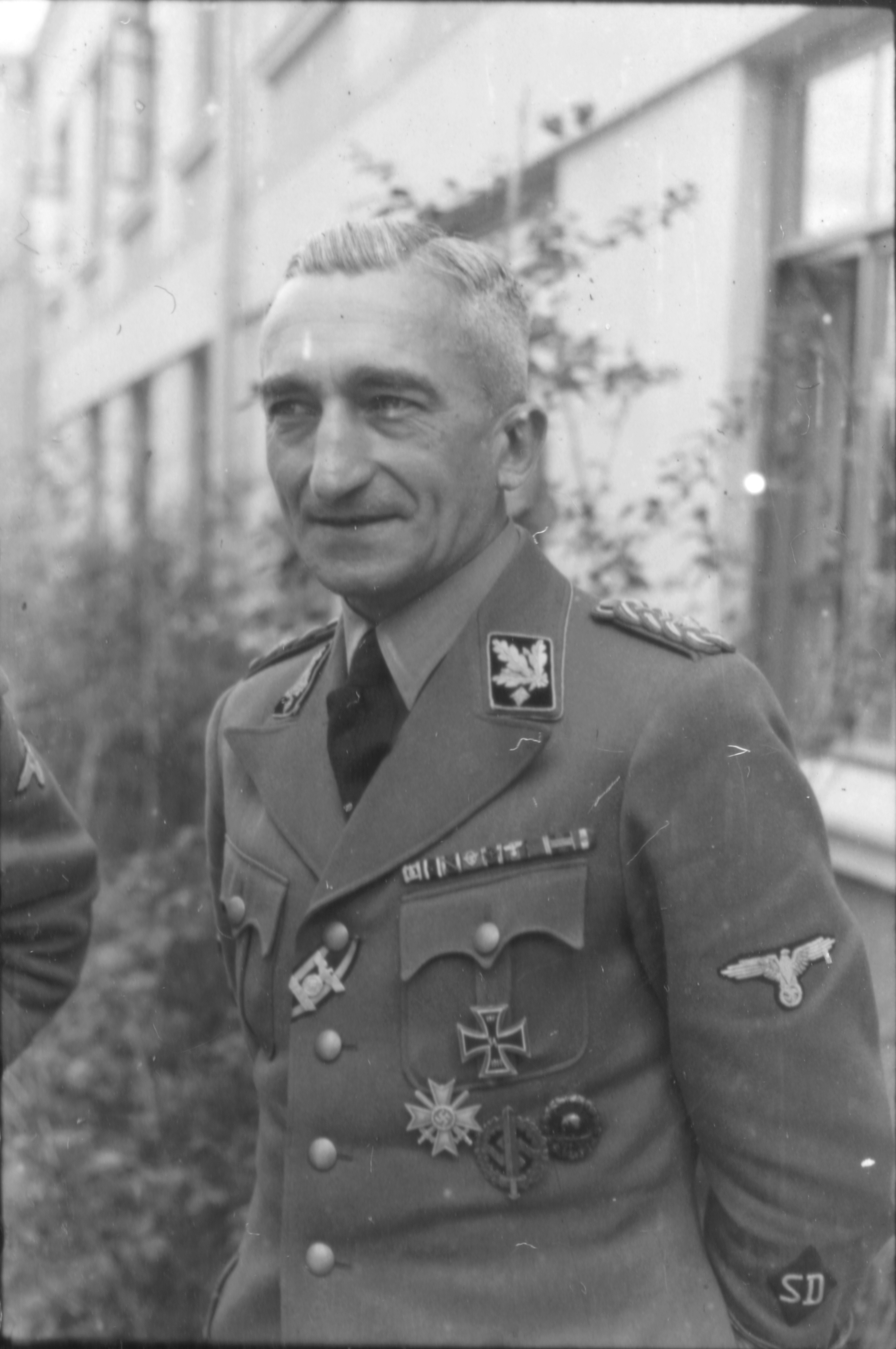
Gruppenführer Arthur Nebe (1894–1945).

Gruppenführer var en grad inom Schutzstaffel (SS), motsvarande generallöjtnant inom armén. 
Ursprungligen hade kragspegeln tre eklöv. Från april 1942 hade den tre eklöv och en knapp.

## Gruppenführer i urval
- Ludolf von Alvensleben
- Georg-Henning von Bassewitz-Behr
- Karl Brandt
- Hermann Fegelein
- Karl von Fischer-Treuenfeld
- Karl Gebhardt
- Odilo Globocnik
- Richard Glücks
- Hans Hinkel
- Konrad Hitschler
- Haj Amin al-Husseini
- Fritz Katzmann
- Wilhelm Kube
- Heinrich Müller
- Arthur Nebe
- Konstantin von Neurath
- Otto Ohlendorf
- Heinz Reinefarth
- Paul Riege
- Alfred Rodenbücher
- Walter Schultze
- Jakob Sporrenberg
- Jürgen Stroop
- Werner Ostendorff
- Otto von Oelhafen
- Hermann Priess
- Paul Moder
- Ludwig Ruckdeschel
- Hermann Behrends
- Bruno Streckenbach
- Otto Wächter
- August Meyszner
- Harald Turner
- Adolf von Bomhard

## Gradbeteckningar för Gruppenführer i Waffen-SS

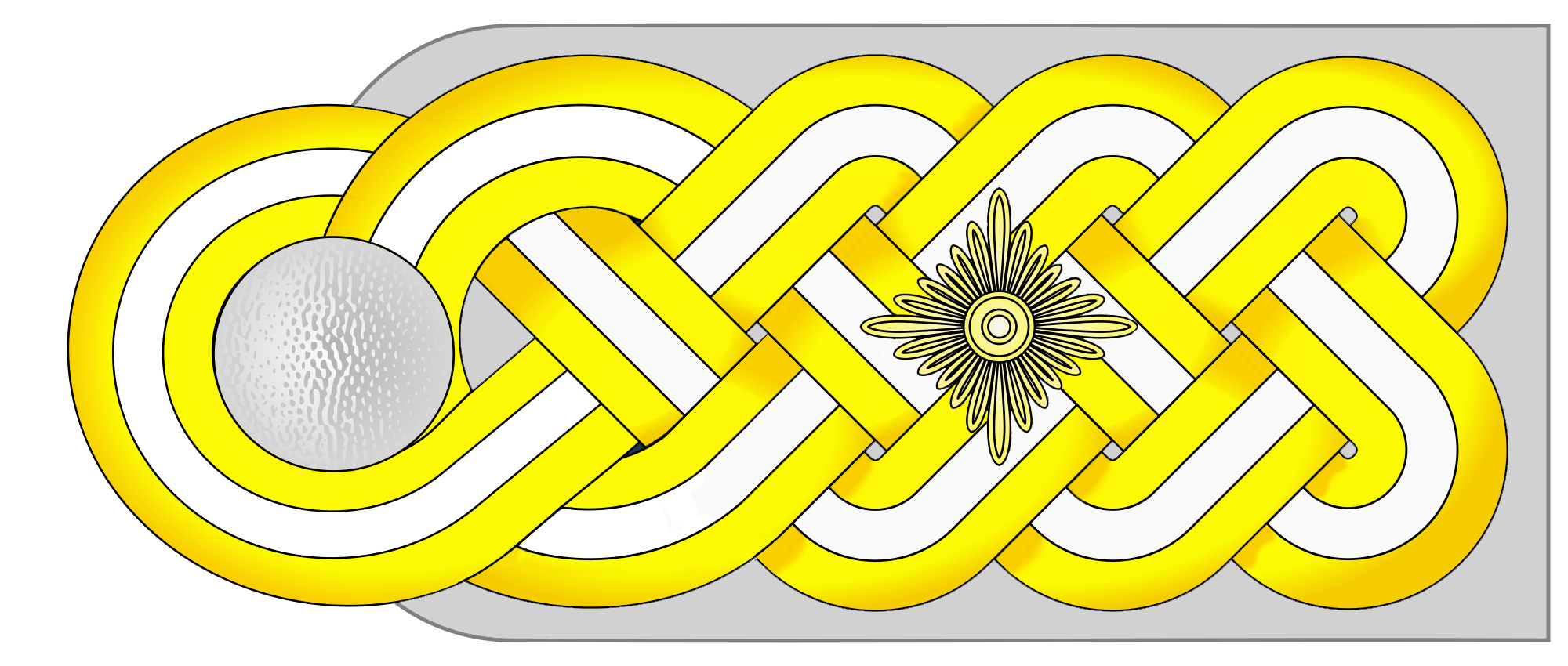
Axelklaff
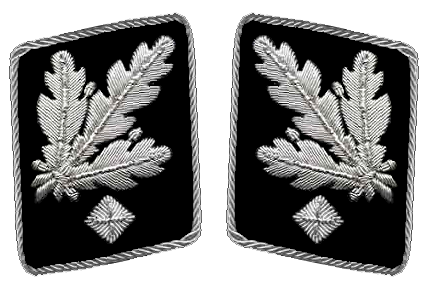
Kragspeglar
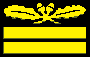
Kamouflage
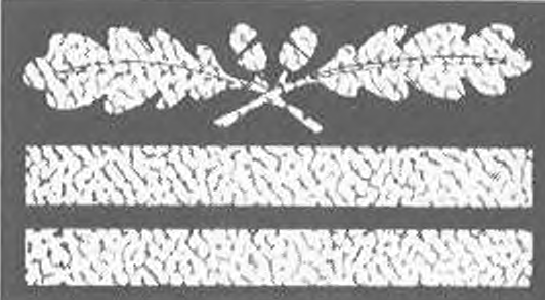
Kamouflage
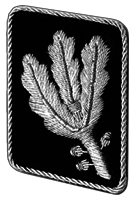
Kragspegelns utseende före april 1942